# Libia italiana
La Libia italiana fu un possedimento coloniale italiano in Nordafrica durato ufficialmente, dopo l'amministrazione distinta della Tripolitania e della Cirenaica, dal 1934 al 1943.

## Storia

### La conquista
Territori ceduti dall'Impero ottomano nel 1912
     Territori ceduti dalla Francia nel 1919
     Distretto di Cufra, ceduto dalla Gran Bretagna, e conquistato tra 1919 e 1931
     Territori ceduti dalla Gran Bretagna nel 1926
     Territori ceduti dalla Gran Bretagna nel 1934
     Territori ceduti dalla Francia nel 1935

Territori ceduti dall'Impero ottomano nel 1912
Territori ceduti dalla Francia nel 1919
Distretto di Cufra, ceduto dalla Gran Bretagna, e conquistato tra 1919 e 1931
Territori ceduti dalla Gran Bretagna nel 1926
Territori ceduti dalla Gran Bretagna nel 1934
Territori ceduti dalla Francia nel 1935

Il Presidente del Consiglio Italiano Giovanni Giolitti iniziò la conquista delle regioni nordafricane della Tripolitania e della Cirenaica, controllate dall'Impero ottomano.
Il 4 ottobre 1911, furono inviati a Tripoli 1 732 fucilieri di marina al comando del capitano Umberto Cagni, contro i turchi e gli arabi di Enver Pascià e di Aziz Bey. L'ultimo porto ottomano in Tripolitania, Misurata, fu occupato nel giugno 1912.
Alla fine della campagna, oltre 100 000 soldati italiani riuscirono a ottenere dalla Sublime porta quelle regioni attualmente definibili libiche nel Trattato di Losanna del 18 ottobre 1912.
Nel gennaio 1913 furono quindi istituiti due separati governi, uno per la Tripolitania affidato al generale italiano Ottavio Ragni e uno per la Cirenaica guidato dal generale, anch'esso italiano, Ottavio Briccola, sebbene solo la Tripolitania fosse pienamente controllata dal Regio esercito sotto la ferrea guida, da ottobre, del governatore Giovanni Ameglio, mentre in Cirenaica permanevano bande turco-arabe.

### La prima guerra mondiale
All'interno dell'attuale Libia, principalmente nel Fezzan, la guerriglia indigena continuò per anni, approfittando dell'impegno italiano nella prima guerra mondiale e in particolare le zone interne di fatto non furono sotto controllo italiano. Infatti i  governatori ridussero la dislocazione dei presidi sul territorio, procedendo allo sgombero di quelli più avanzati, all'interno della regione. Nell'ottobre 1918 le ostilità con l'Impero Ottomano cessarono e questi lasciarono nelle loro basi armi e munizioni, che furono prese dai capi delle tribù arabe.
In questa regione, negli anni successivi alla fine della guerra, la Francia e la Gran Bretagna cedettero alla sovranità italiana alcuni territori desertici (così da rendere i confini più lineari), nel tentativo di placare le polemiche di Roma sulla presunta "vittoria mutilata", e definendo i confini con la Tunisia da un lato e l'Egitto dall'altro.
Solo nel 1923 la Turchia riconobbe la piena sovranità italiana.

### La riconquista

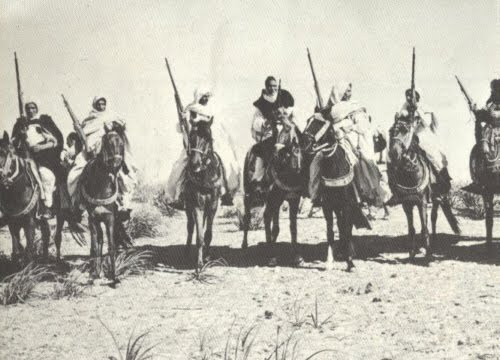
Mujaheddin libici guidati da Omar al-Mukhtar

A partire dal gennaio 1922 il governo Facta, tramite il suo ministro per le colonie Giovanni Amendola, avviò un'ampia campagna militare che portò in breve alla riconquista di Misurata.
Con l'avvento al potere del regime fascista nell'ottobre 1922, Mussolini ordinò ai generali italiani in Africa settentrionale di "pestare sodo" per giungere alla completa "riconquista" di tutta la Libia.
Tra il 1921 e il 1925 il Governatore della Tripolitania, Giuseppe Volpi, diede il via a nuove campagne militari e conquistò Misurata, la Gefara, il Gebel Nefusa e Garian.
A stroncare in Cirenaica la dura resistenza dei senussi provvidero i generali Luigi Bongiovanni e Ernesto Mombelli. Poi furono Emilio De Bono in Tripolitania e Attilio Teruzzi in Cirenaica ad ampliare il territorio sotto controllo italiano.
Il governatore Pietro Badoglio tra il 1930 ed il 1931 occupò tutto il Fezzan e l'oasi di Cufra, al comando del generale Rodolfo Graziani, che era riuscito a ottenere l'apporto della cavalleria indigena e dei meharisti integrati nelle "colonne mobili".

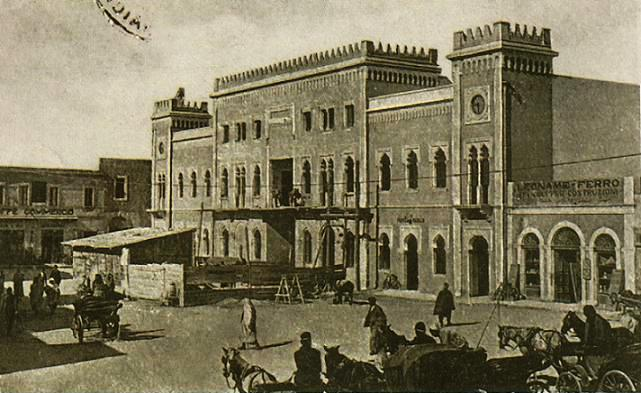
Il municipio di Bengasi, opera di Marcello Piacentini

La situazione, nel 1930, era quindi volta a favore degli italiani. La lotta proseguiva solo in Cirenaica, dove resisteva ancora il capo senussita della guerriglia, Omar al-Mukhtar. Omar Al Mukhtar era dotato di un'eccellente visione strategica, e con il sostegno delle popolazioni locali, ostili alla colonizzazione italiana nelle regioni interne della Libia, impediva agli italiani di riprendere il controllo della provincia. Grazie a una perfetta conoscenza dell'impervio territorio, pur disponendo solo di un modesto contingente di uomini (che non superò mai le 3000 unità) scatenò una guerra per bande contro le truppe italiane, infliggendo loro pesanti perdite. Su ordine di Graziani, le forze italiane per sradicare la guerriglia dei senussiti in Cirenaica ricorsero a spietati metodi di rappresaglia contro la popolazione locale accusata di appoggiare i senussi, macchiandosi di numerosi crimini di guerra. La confraternita senussita, che appoggiava la guerriglia, fu privata dei suoi beni e sottoposta a una dura repressione (più di trenta capi religiosi vennero deportati in Italia e le zavie, centri politici ed economici dell'ordine, vennero confiscate).
Per impedire i rifornimenti dall'Egitto, Graziani fece innalzare una lunga barriera di filo spinato lunga 270 chilometri, dal porto di Bardîyah (Bardia) all'oasi di al-Giagbūûb (Giarabub), presidiata costantemente dalle truppe italiane.
Inoltre Graziani fece deportare l'intera popolazione del Gebel in campi di concentramento situati sulla costa del golfo della Sirte, vicino ad Agheila; tale deportazione causò la morte per stenti e malattie di circa 60 000 persone, soprattutto donne e bambini. La popolazione del Gebel ammontava a circa 100 000 persone; lo sgombero dell'altopiano cirenaico iniziò nel giugno 1930 e si protrasse per diversi mesi. Le perdite di vite umane furono dovute specialmente alle epidemie – come quelle collegate alla "spagnola" – ed alle fatiche della lunga ed estenuante marcia (a volte lunga più di 1000 chilometri), oltre che alle violenze ed alle durissime condizioni cui vennero sottoposte quelle popolazioni nei campi di concentramento italiani.
Le truppe italiane nel corso di queste operazioni distrussero molti centri abitati sgomberati, insieme alle coltivazioni e al bestiame che ospitavano, e compirono varie esecuzioni sommarie di rappresaglia quando assalite.
Per avere la superiorità numerica e tecnologica nei confronti dei guerriglieri, l'esercito italiano creò dei reparti mobili composti da effettivi italiani e da soldati reclutati nelle colonie africane. Questi ultimi erano perlopiù provenienti dall'Eritrea e Somalia, di religione cristiana e ferocemente avversi ai musulmani. Ma non mancavano collaborazionisti libici che ingrossavano le file dei reparti coloniali, considerati dai comandi italiani come poco affidabili (erano quindi discriminati e talora sottoposti a duri trattamenti).
Le truppe italiane inoltre, per la prima volta in una guerra coloniale, per affrontare e decimare i guerriglieri, ricorsero ad alcuni aerei ed autoblindo.
La morte del capo della guerriglia libica Omar al-Mukhtar nel settembre 1931 comportò la totale pacificazione delle regioni che, solo con l'unione fra Tripolitania, Cirenaica e Fezzan, si sarebbero chiamate Libia.
La conquista italiana costò alla Libia pesanti perdite umane e materiali, causando decine di migliaia di morti e sconvolgendo l'organizzazione sociale ed economica tradizionale.
L'esercito italiano riportò nel corso delle molte operazioni per la conquista della Libia perdite relativamente lievi in confronto a quelle inflitte ai libici: il totale dei militari italiani morti in Libia tra il 1911 e il 1939 è di 8898 persone (nella guerra del 1911-1912 ne morirono 1432).
Al principio degli anni trenta, Mussolini ordinò l'inizio di una vasta immigrazione di coloni italiani nelle aree coltivabili della colonia e cercò l'integrazione della locale popolazione araba e berbera, costituendo anche truppe coloniali.
La repressione attuata da Graziani fu talmente completa che pochi anni dopo, nel corso delle varie campagne militari tra Alleati ed Asse nel nord Africa tra il 1940 ed il 1942, lo stesso Churchill nelle sue memorie si lamentò di non avere avuto alcun supporto da arabi e berberi libici. Furono invece oltre 30 000 gli àscari libici che, tra le truppe coloniali italiane, si distinsero nella seconda guerra mondiale: due divisioni libiche (oltre ad altri reparti, come i "Paracadutisti libici" detti anche Ascari del Cielo) parteciparono nell'attacco italiano all'Egitto nel settembre 1940.

### Accordi territoriali con le potenze europee
La colonia si espanse dopo le concessioni dalla colonia britannica del Sudan e un accordo territoriale con l'Egitto. Il distretto di Cufra fu nominalmente annesso all'Egitto occupato dagli inglesi fino al 1925, ma in realtà rimase un quartier generale della resistenza dei Senussi fino alla conquista italiana nel 1931. Il Regno d'Italia alla Conferenza di pace di Parigi del 1919 non ricevette nessun territorio coloniale tedesco, ma in compenso la Gran Bretagna cedette l'Oltregiuba e la Francia acconsentì a cedere alcuni territori sahariani alla Libia italiana. Nel 1931, le città di El Tag e Al Jawf furono rilevate dall'Italia. L'Egitto britannico aveva ceduto Cufra e Jarabub alla Libia italiana il 6 dicembre 1925, ma fu solo all'inizio degli anni '30 che l'Italia ebbe il pieno controllo del luogo. Maatan as-Sarra fu ceduta nel 1934 come parte del Triangolo di Sarra alla Libia italiana dal Sudan anglo-egiziano che considerava l'area priva di valore e uno strumento di appeasement a buon mercato per i tentativi imperialistici di Mussolini. Durante questo periodo, le forze coloniali italiane costruirono un forte a El Tag a metà degli anni '30. Nel 1935 con l'accordo Mussolini-Laval l'Italia ricevette la striscia di Aozou, che si aggiunse alla Libia. La Francia, tuttavia, decise successivamente di non ratificare questo accordo.

### L'unificazione della Libia

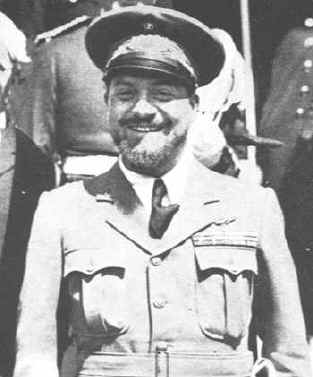
Italo Balbo, il "creatore" della Libia nel 1934

Nel 1934, con il Regio decreto nº2012 del 3 dicembre sull'unione della Tripolitania e della Cirenaica italiana, venne proclamato il Governatorato Generale della Libia, e successivamente i libici musulmani poterono godere dello status di "cittadini italiani libici", una condizione che garantiva loro numerosi diritti all'interno della colonia. Il decreto recepiva e formalizzava peraltro una situazione che durava già da cinque anni, ossia da quando al governatore della Tripolitania, Pietro Badoglio, era stato conferito un potere di supremazia sulle autorità degli altri due territori libici, la Cirenaica e il Fezzan.
Mussolini dopo il 1934 iniziò una politica favorevole agli arabi libici, detti "Musulmani Italiani della Quarta Sponda d'Italia" facendo costruire villaggi con moschee, scuole ed ospedali, ad essi destinati.
Il primo Governatore generale fu Italo Balbo, che applicò quanto previsto nel decreto del 1934, ossia la ripartizione amministrativa della Libia italiana in quattro commissariati ed un territorio sahariano:
| Mappe | Commissariati                                            | Capoluoghi |
| ----- | -------------------------------------------------------- | ---------- |
|       | Commissariato Generale Provinciale di Tripoli            | Tripoli    |
|       | Commissariato Generale Provinciale di Misurata           | Misurata   |
|       | Commissariato Generale Provinciale di Bengasi            | Bengasi    |
|       | Commissariato Generale Provinciale di Derna              | Derna      |
|       | Territorio Militare del Sud Territorio del Sahara Libico | Hun        |

A capo di ogni commissariato si trovava un commissario generale, mentre il territorio militare era posto agli ordini di un comandante, tutti nominati da Roma. I commissariati si ripartivano in circondari gestiti da un commissario circondariale, mentre i circondari si dividevano in residenze e distretti. Il territorio militare era invece suddiviso in zone e sottozone. Non esisteva invece una sistematica ripartizione in comuni: i municipi erano istituiti obbligatoriamente solo nei capoluoghi, e in questi casi erano guidati da un podestà. Veniva infine garantito il potere dei capi delle tribù nomadi, purché riconosciuti dai commissari.

### La colonizzazione

La palazzina del Segretario Generale al Belvedere a Tripoli 1938

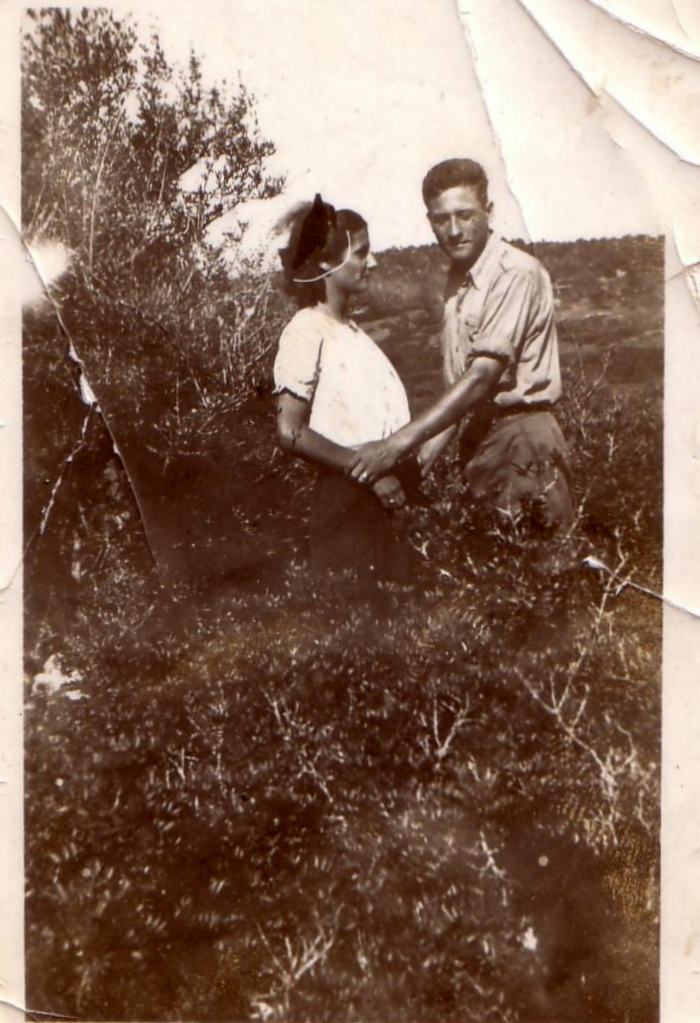
Una coppia di coloni italiani nel loro podere in Cirenaica

Il Regno d'Italia dopo la prima guerra mondiale avviò una colonizzazione che ebbe il culmine, sotto l'impulso di Mussolini, soprattutto verso la metà degli anni trenta con un afflusso di coloni provenienti in particolare da Veneto, Sicilia, Calabria e Basilicata. Nel 1939 gli italiani erano il 13% della popolazione, concentrati nella costa intorno a Tripoli e Bengasi (dove erano rispettivamente il 37% ed il 31% della popolazione).
Con gli Italiani si ebbe un incremento del cattolicesimo in Libia, grazie anche alla creazione di numerose chiese e missioni. Al Vicariato apostolico di Tripoli del vescovo Camillo Vittorino Facchinetti nel 1940 era assegnato circa un quarto del totale della popolazione della Libia italiana (includendo i coloni italiani).
In Libia gli italiani costruirono in circa trent'anni (1912-1940) infrastrutture importanti (strade, ponti, ferrovie, ospedali, porti, edifici, e altro ancora). Numerosi contadini italiani resero coltivabili terreni semidesertici, specie nell'area di Cirene. Inoltre il governo italiano creò il Gran Premio di Tripoli, una corsa automobilistica di fama internazionale istituita nel 1925 e svoltasi fino al 1940 e la Fiera internazionale di Tripoli fondata nel 1927 e considerata la più antica Fiera internazionale in Africa ancora funzionante annualmente.
Molte furono le attività archeologiche: città romane scomparse (come Leptis Magna e Sabratha) furono riscoperte e si usò queste ricerche e il clamore a esse legato anche a scopo propagandistico. Negli anni trenta la Libia italiana arrivò ad essere considerata la nuova "America" per l'emigrazione italiana.
(Daniele Lembo)
Nel 1938 il governatore Italo Balbo portò 20 000 coloni italiani in Libia e fondò per loro ventisei nuovi villaggi, principalmente in Cirenaica.
Inoltre cercò di assimilare i musulmani libici con una politica amichevole, fondando nel 1939 dieci villaggi per gli Arabi e i Berberi libici: "El Fager" (al-Fajr, "Alba"), "Nahima" (Deliziosa), "Azizia" (‘Aziziyya, "Meravigliosa"), "Nahiba" (Risorta), "Mansura" (Vittoriosa), "Chadra" (khadra, "Verde"), "Zahara" (Zahra, "Fiorita"), "Gedida" (Jadida, "Nuova"), "Mamhura" (Fiorente), "Beida" (al-Bayda', "La Bianca").

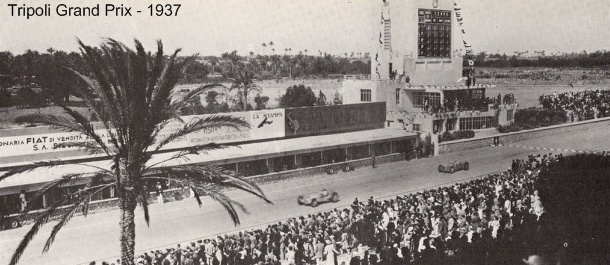
XI Gran Premio di Tripoli, 1937

Tutti questi villaggi avevano la loro moschea, scuola, centro sociale (con ginnasio e cinema) ed un piccolo ospedale, una novità assoluta per il mondo arabo del Nord Africa.

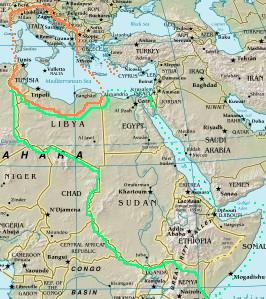
Dopo l'eventuale vittoria contro gli Alleati, la Libia doveva essere parte del progetto fascista di una Grande Italia nella sua sezione costiera (arancione), mentre l'interno sahariano doveva fare parte dell'Impero italiano (verde)

Anche il turismo venne curato con la istituzione dell'ETAL, Ente turistico alberghiero della Libia che promuoveva alberghi, linee di autobus di gran turismo, spettacoli teatrali e musicali nel teatro romano di Sabratha, il Gran Premio di Tripoli, disputato su due circuiti diversi dal 1925 al 1940: nel 1934 venne costruito, nell'oasi di Tagiura e su iniziativa dell'Automobil Club di Tripoli, il nuovo Autodromo della Mellaha, fra i più moderni e attrezzati del mondo, su cui si corsero le edizioni del gran Premio dal 1934 al 1940.
Il 9 gennaio 1939 venne emanato il Regio decreto nº70 volto ad integrare i quattro commissariati provinciali costieri nel territorio del Regno. L'ordinamento attuato nel 1934 con la costituzione del governo generale della Libia formato dalla Tripolitania e dalla Cirenaica e diviso nelle quattro provincie di Tripoli, Misurata, Bengasi e Derna e dal Territorio militare del Sahara libico con sede a Hun, restò in vigore negli anni seguenti senza sostanziali modificazioni. Però con decr. legge del 9 gennaio 1939 le quattro provincie di Tripoli, Misurata, Bengasi e Derna furono aggregate al regno d'Italia, entrando a fare parte integrante del territorio metropolitano (così come l'Algeria faceva e fa parte integrante del territorio metropolitano della Francia).
Con tale provvedimento veniva istituita una cittadinanza speciale accessibile ai cittadini musulmani, che dava all'interno della colonia gli stessi diritti goduti dagli italiani nella madrepatria, salvo le modificazioni di diritto privato imposte dalla diversa religione. Tali diritti erano tuttavia valevoli solo in Africa, essendo esplicitamente esclusa ogni equiparazione con l'ordinaria cittadinanza metropolitana.

### La seconda guerra mondiale
All'inizio della seconda guerra mondiale vi erano circa 120 000 Italiani in Libia, ma Balbo aveva in progetto di raggiungere il mezzo milione di coloni italiani negli anni sessanta. Del resto Tripoli aveva già nel 1939 una popolazione di 111 124 abitanti, dei quali 41 304 (37%) erano italiani. Italo Balbo nel 1940 aveva costruito 4000 km di nuove strade (la più nota era la Via Balbia col suo nome, che andava lungo la costa da Tripoli a Tobruk); analoga crescita invece non ebbero le ferrovie, la cui rete raggiunse la massima espansione (circa 400 km) nel 1926, a parte alcuni tentativi effettuati tra il 1941 e il 1942, poco prima della perdita della colonia.
La seconda guerra mondiale devastò la Libia italiana, che fu teatro di guerra, e costrinse i coloni italiani a lasciare in massa le loro proprietà, specialmente nella seconda metà degli anni quaranta.
Ecco gli italiani in Libia secondo diverse stime e censimenti:
| Anno | Italiani | Percentuale | Abitanti Libia | Fonte                                                   |
| ---- | -------- | ----------- | -------------- | ------------------------------------------------------- |
| 1936 | 112 600  | 13,26%      | 848 600        | Enciclopedia Geografica Mondiale K-Z, De Agostini, 1996 |
| 1939 | 108 419  | 12,37%      | 876 563        | Guida Breve d'Italia Vol. III, C.T.I., 1939             |
| 1962 | 35 000   | 2,1%        | 1 681 739      | Enciclopedia Motta, Vol. VIII, Motta Editore, 1969      |

## Governatori
Dal 1911 al 1933
- Governatori della Cirenaica italiana
- Governatori della Tripolitania italiana

Dal 1934 al 1943
- Governatori generali della Libia italiana

## Mancata amministrazione fiduciaria e compensazioni
Rimasta sotto il controllo anglo-francese, nel 1946 vi fu un vano tentativo di mantenere la Tripolitania come colonia italiana (assegnando la Cirenaica alla Gran Bretagna ed il Fezzan alla Francia). Nel trattato di pace del 1947 si privava anche formalmente l’Italia della sovranità sulle sue colonie.
Nel novembre 1949 ci fu un dibattito all'Assemblea generale dell'ONU per affidare all'Italia l'Amministrazione fiduciaria delle ex colonie della Libia e della Somalia. Per quest'ultima fu accettata, mentre per la Libia la risoluzione non passò per un voto e al suo posto vi fu un Commissario delle Nazioni Unite in Libia.
Nel dicembre 1951 fu poi proclamata l'indipendenza del Paese, affidato a re Idris.

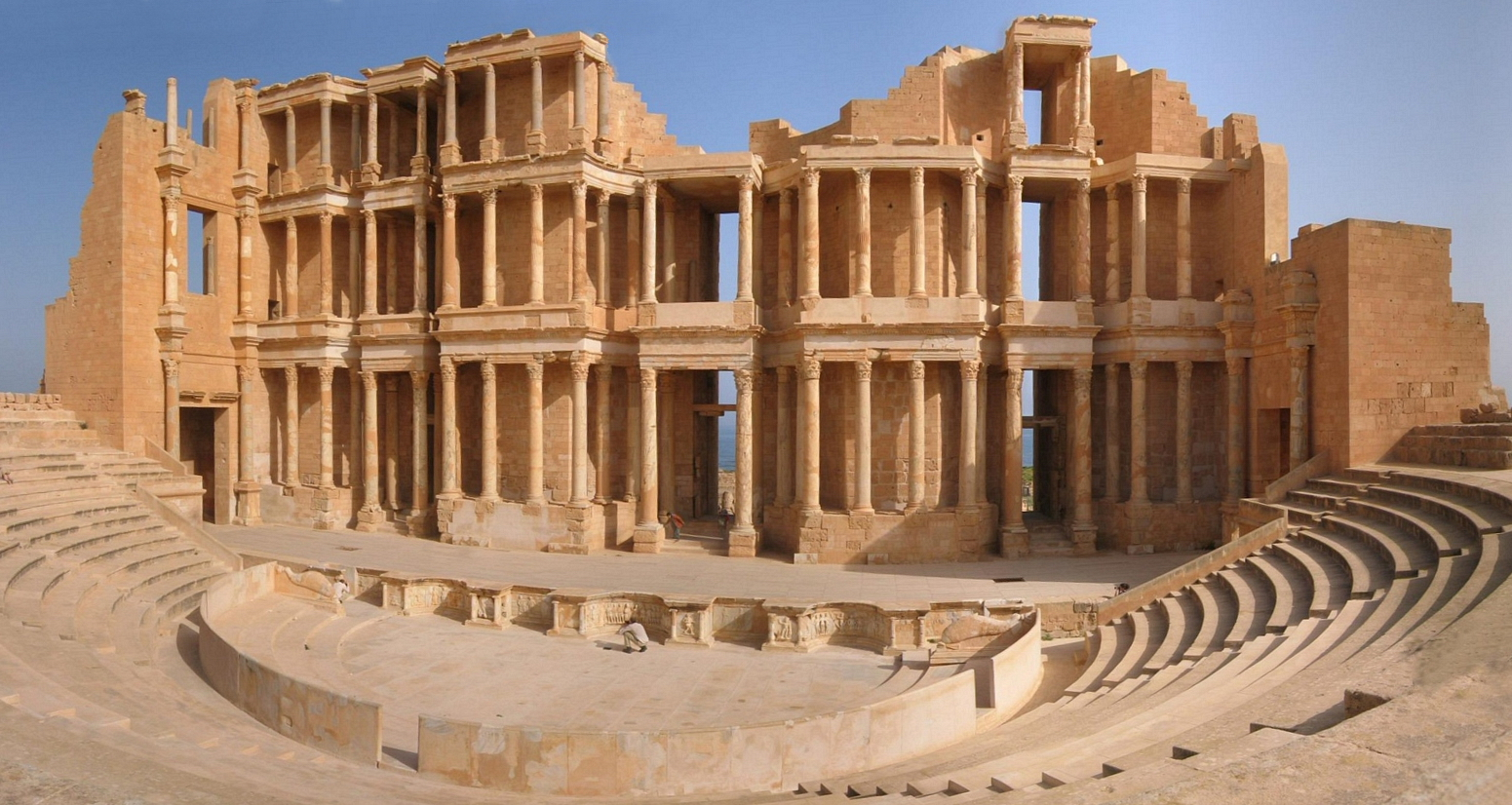
Rovine del teatro romano di Sabratha, vicino a Tripoli, restaurato durante il Fascismo

I rapporti tra l'Italia e la Libia furono in seguito caratterizzati da una parte da lunghe discussioni sulla compensazione per i danni subiti dai libici durante il colonialismo italiano, dall'altra da richieste di risarcimenti da parte degli italiani rimasti in Libia (che furono costretti a perdere tutte le loro proprietà ed a esulare in Italia, quasi come apolidi, dopo l'ascesa al potere del colonnello Muʿammar Gheddafi, nel 1969).
Gheddafi infatti nel 21 luglio 1970 emanò un decreto di confisca di tutti i beni dei 20 mila italiani presenti nel paese, e quindi la costrizione a lasciare la Libia entro il 15 ottobre, con null’altro che quello che avevano indosso.
Secondo stime del governo libico (cifre contestate dall'Associazione Italiani Rimpatriati dalla Libia-AIRL) nel suo complesso la conquista della Libia e le successive repressioni italiane costarono la vita di circa 100 000 cittadini libici su una popolazione stimata di 800 000 abitanti.
Dopo trattative durate diversi anni tra il Governo italiano e il leader libico il 30 agosto 2008 fu firmato un accordo (Accordo di Bengasi) che prevedeva una compensazione del valore complessivo di 5 miliardi di dollari USA. La compensazione comprendeva la realizzazione di diverse infrastrutture, tra cui l'autostrada da Ras Jdeir ad Assaloum, collegando l’Egitto con la Tunisia attraversando la costa libica; duecento abitazioni; pagamento delle pensioni di guerra ai libici che vennero impiegati in combattimento dal Regio Esercito Italiano; la creazione di un comitato di consultazioni politiche e di un partenariato economico; il finanziamento di borse di studio per studenti libici; la fornitura di un radar per il controllo delle frontiere meridionali della Libia realizzato da Finmeccanica. Il 30 agosto 2008 inoltre fu restituita la statua della Venere di Cirene. L'accordo, che comprendeva diverse fasi di attuazione con scadenze comprese dai 25 ai 40 anni, comprendeva un ampio capitolo relativo alla lotta all'immigrazione clandestina diretta in Italia, alla collaborazione industriale e alle forniture energetiche.
Rimase non risolta la questione relativa ai cittadini italiani espulsi dalla Libia nel 1970.